# Molophilus neboissi
Molophilus neboissi är en tvåvingeart som beskrevs av Günther Theischinger 1988. Molophilus neboissi ingår i släktet Molophilus och familjen småharkrankar. Inga underarter finns listade i Catalogue of Life.